# Washington Double Star Catalog

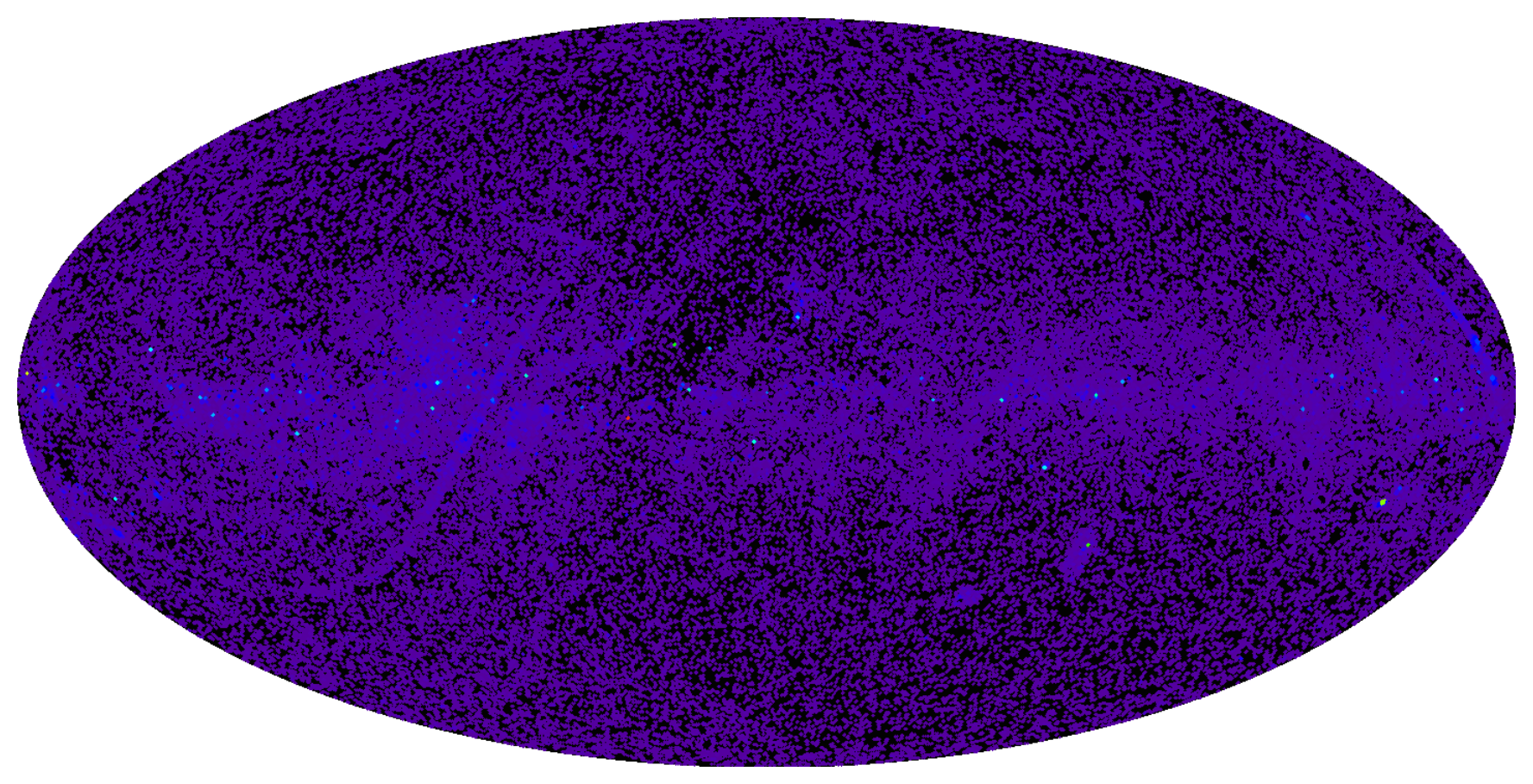
Fördelningen av objekten i katalogen över himlen är ganska jämn.

Washington Double Star Catalog eller WDS, är en katalog av dubbelstjärnor, som upprätthålls vid United States Naval Observatory. Katalogen innehåller positioner, magnituder, egenrörelser och spektraltyper och har poster för (juni 2017) 141 743 par dubbelstjärnor. Katalogen innehåller också multipelstjärnor. I allmänhet representeras en multipelstjärna med n-komponenter med poster i katalogen för n-1 par stjärnor.

## Historik
Databasen som används för att konstruera WDS har sitt ursprung vid Lick Observatory, där den användes för att konstruera Indexkatalogen över Visual Double Stars, publicerad 1963. År 1965 överfördes den till Naval Observatory på initiativ av Charles Worley. 
Katalogen har sedan dess utökats med många mätningar, främst från Hipparcos- och Tycho-katalogerna och resultat från fläckinterferometri och andra källor.
WDS täcker hela himlen, och är avsedd att innehålla alla kända visuella dubbelstjärnor för vilka minst ett differentiellt mått har publicerats. WDS uppdateras kontinuerligt när publicerade data blir tillgängliga.